# I Giannizzeri e le Bulle di Naousa

Domenica di Carnevale: il corteo

I Giannizzeri e le Bulles o Bulla (in greco  Μπούλες o Μπούλα?) sono testimonianza di un antico folclore carnevalesco della città di Naoussa nella Macedonia Centrale ma anche di altre zone della Grecia. 

Al giorno d’oggi è difficile rintracciare le radici di questa antica usanza, come accade del resto per la maggior parte delle usanze popolari greche. Ciò malgrado, le sue caratteristiche principali ci riconducono a tempi molto antichi. 
Questa tradizione carnevalesca è stata definita, a ben vedere, rappresentazione danzante, perché il suo svolgimento è indissolubilmente legato alla danza popolare, senza la quale la sua realizzazione risulta impossibile.

## Elementi caratteristici
I suoi elementi caratteristici vengono tramandati da una rigida tradizione orale e sono:
- La composizione del corteo, detto Bulùki che presuppone la rigorosa accettazione e il rispetto di alcune norme.
- I partecipanti devono essere esclusivamente ragazzi.
- L’unica figura femminile, la sposa-Bulla è impersonata sempre e solo da uomini.
- L’abbigliamento, il travestimento e la postura dei partecipanti sono disciplinati da norme tramandate oralmente da generazione in generazione.
- Gli strumenti musicali, le danze e il percorso sono prestabiliti dal rituale che si perpetua immutato da anni.

Questa tradizione folcloristica affonda le sue radici nell’antichità e quasi sicuramente è legata a cerimonie tribali di iniziazione, quali quelle di passaggio nell'età adulta, durante le quali il giovane in abiti femminili, guidato da altri giovani celibi per essere iniziato ai misteri della tribù, abbandona gli abiti femminili e si trasforma. 

Oggi si osserva che nella sua storia secolare questa tradizione si trasforma e allo stesso tempo si arricchisce di elementi locali: dei miti, dei canti popolari e della storia delle eroiche battaglie della città di Naousa. I partecipanti sono da sempre giovani adolescenti. Negli anni passati, sembra che il loro numero variasse da sei a dodici, oggigiorno possono esserne molti di più. Da sempre al corteo partecipano anche bambini. 

## La vestizione

I Giannizzeri e le Bulles. La mascherata della prima domenica di Carnevale.

In passato, coloro che volevano partecipare alla parata tradizionale cominciavano a rimediare i costumi e a fare incetta dei monili in argento, di cui la manifestazione è ricca, tre mesi prima. L’abbigliamento della Bulla era (ed è ancor’oggi) molto esoso, per questo motivo i partecipanti quando avevano la possibilità ne facevano confezionare alcune parti mentre il resto lo prendevano in prestito da “vecchie Bulles”. 

Venivano presi in prestito da concittadini i monili in argento (nella maggior parte dei casi si trattava di cimeli di famiglia), così catenelle e cinture borchiate venivano indossati sotto la vita mentre il resto (catenelle più sottili da posizionare sopra la vita e sulle spalle), si rimediava dai paesi circostanti ed alcune volte venivano presi in prestito dalla parrocchia di S. Antonio a Veria, una città vicina. 

Negli anni passati la vestizione dei partecipanti iniziava la vigilia della domenica di carnevale, perché tutte le monetine-medagliette che costituiscono la parte più caratteristica del costume, venivano cucite una ad una su una specie di gilet che indossava lo Giannizzero e fino a creare una sorta di maglia metallica, simile ad un’armatura. 

Oggi invece, la vestizione incomincia all'alba della domenica perché la maggior parte degli orpelli in argento è già pronta e fissata sul gilet. In ultimo i Giannizzeri indossano la maschera, con il cosiddetto “tarambulo”, un grande pezzo di stoffa, spesso seta, che viene avvolto intorno alla testa e alla maschera stessa. Dei costumisti specializzati si occupano di fissare il tarambulo al capo con dei nodi particolari, che lo tengano ben saldo, affinché resista ai lunghi tragitti e alle danze che questa antica tradizione richiede.